# Pascal Thiébaut
Pour les articles homonymes, voir Thiébaut.
Pascal Thiébaut (né le 6 juin 1959 à Nancy) est un athlète français spécialiste des courses de fond.

## Biographie
Il remporte quatre titres de champion de France du 1 500 mètres en plein air en 1984, 1985, 1986 et 1992, et un titre en salle en 1991. 
Sur le plan international, Pascal Thiébaut se classe troisième du 3 000 m lors des Championnats d'Europe salle 1987 de Liévin (7 min 54 s 03) derrière l'Espagnol José Luis González et l'Allemand Dieter Baumann. Il se classe 21e des Championnats du monde de cross-country 1992 et permet à l'équipe de France de monter sur la deuxième marche du podium de l'épreuve par équipes. Participant à trois Jeux olympiques consécutifs, il est éliminé en demi-finale du 1 500 m en 1984 après avoir battu Sebastian Coe (futur champion olympique) en série, et se classe 11e du 5 000 mètres en 1988 et 13e en 1992. 
Il organise régulièrement depuis 1990 des évènements sportifs à Nancy, en particulier les Meeting Stanislas pour l'athlétisme nancéien ou le Business Cool Festival. 

## Records personnels
- 1 500 m : 3 min 34 s 08 (1992)
- 5 000 m : 13 min 14 s 60 (1987) - Record de France

## Divers résultats
- Vainqueur à Oslo des Bislett Games en 1988 sur 5 000 m
- Vainqueur du cross de Metz en 1988
- Vainqueur du cross de Nancy en 1988
- Vainqueur du cross de Dijon en 1988

## Distinctions
- 1987 : Lauréat du "Trèfle d'Or" du Républicain Lorrain (trophée décerné aux meilleurs sportifs lorrains de l'année)
- 1986 : 2ème du "Trèfle d'Or" du Républicain Lorrain
- 1988 : 2ème du "Trèfle d'Or" du Républicain Lorrain
- 1984 : 3ème du "Trèfle d'Or" du Républicain Lorrain
- 1985 : 3ème du "Trèfle d'Or" du Républicain Lorrain